# 內利島 (南喬治亞群島)

內利島在島嶼灣的位置

內利島（英語：Inner Lee Island），是南極洲的島嶼，位於英國海外領土南喬治亞島，處於幸運角東北面1.3公里的島嶼灣，由美國鳥類學家繪入地圖。